# 薩福尼夫卡
51°19′36″N 33°45′17″E / 51.32667°N 33.75472°E
薩福尼夫卡（烏克蘭語：Сафонівка）是位於烏克蘭東北部的村莊，由蘇梅州科諾托普區的普蒂夫利市鎮負責管轄。該村處於謝伊姆河右岸，分別距離斯帕德希納1公里、克拉斯涅1.5公里和普魯季2公里，海拔高度126米，2001年人口188。